# Acidente do Antonov An-26 em Chuguiév em 2020
]No dia 25 de setembro de 2020, um avião de transporte militar An-26Sh caiu durante um voo de treino em Chuguiév, Kharkiv Oblast, na Ucrânia. Das 27 pessoas a bordo, 26 morreram e uma sobreviveu. A aeronave ficou destruída. A aeronave tinha cauda número 76 e pertencia à 203ª Brigada de Aviação de Treino (unidade militar A4104).
De acordo com uma investigação oficial do governo, tanto erros do piloto quanto problemas técnicos da aeronave causaram o acidente.

## Vítimas
No dia 26 de setembro de 2020, a Universidade Nacional da Força Aérea Ivan Kozhedub publicou na sua página do Facebook os nomes dos oficiais e cadetes que morreram no acidente de avião. Duas pessoas sobreviveram ao acidente, uma delas morreu mais tarde num hospital.
A cerimónia de despedida do cadete Vitaliy Vilkhovy, de 20 anos, que morreu no hospital devido a ferimentos graves no acidente, ocorreu em 29 de setembro no Memorial da Glória em Kharkiv.

## Investigação
No dia 22 de outubro de 2020  a comissão governamental que investigou o acidente concluiu que vários erros da tripulação haviam causado o acidente. De acordo com a investigação, tanto erros do piloto como avarias técnicas da aeronave, nomeadamente a falha do sistema PRT-24 ("sistema de controlo de temperatura"), provocaram a queda.